# Перські середньовічні килими
Перські середньовічні килими (англ. Persian carpet) — уславлена галузь декоративно-ужиткового мистецтва Персії, що має світове визнання.

## Домусульманський період перського килимарства
Ручне килимарство існує з тих часів, коли люди навчилися виробляти пряжу і тканини з волокнистих матеріалів. Батьківщиною килимарства вважається Персія. Історики вважають, що тодішні східні кочівники ткали щільні теплі полотна, щоб мати можливість швидко облаштувати житло. В умовах кочового життя килими і тканини захищали від вітру й піску, дозволяли розділити приміщення чи прикрасити його. Трансформація практичного полотна у твір мистецтва почалася, очевидно у часі, коли кочівники почали вести осілий спосіб життя.
Згодом, близько 4000 років тому, килимарство виникло у південному Туркменістані. Виготовлення ворсових килимів було розвинуто у Середній Азії, Китаї, Ірані, Месопотамії (північна частина Сирії) в II–III столітті до нашої ери. Перші килими були вишиті на лляному полотні з різними тематичними сюжетами. Різновидом вишитих килимів були килими з аплікаціями.

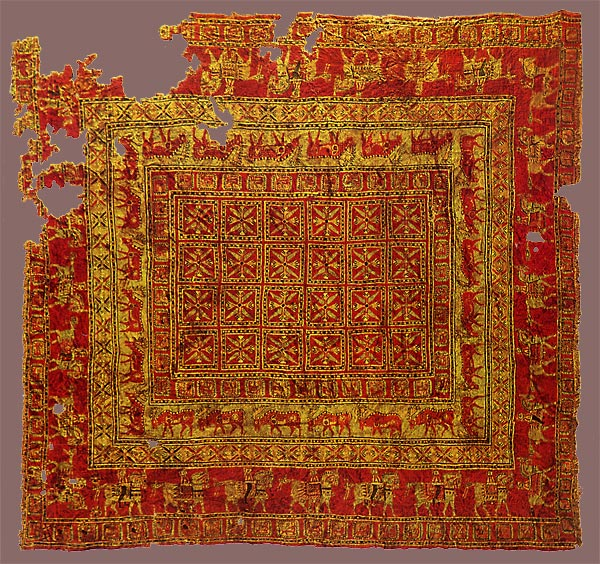
Пазирикський килим, Ермітаж.

Перший стародавній килим, який дійшов до 20 ст., був витканий більше 2000 років тому. Його знайшов російський археолог Сергій Руденко у 1949 році під час розкопок царського могильного кургану в Пазирикських горах Сибіру (за місцем розкопок одержав назву «пазирикський»). Він являє собою вовняне ворсове полотно, виткане із зображеннями оленів, коней, грифонів і декоративних зірок в центральному полі. Килим виконаний технікою вузлового плетення, яка застосовується й сьогодні. Своєю винятковою збереженістю килим зобов'язаний тим, що був похований разом зі своїм колишнім власником. Через якийсь час могилу по-варварськи пограбували: винесли майже все, крім килима. Ідучи геть, грабіжники не закопали могилу. Вода, холод й повітря, що проникали в замкнутий простір, створили умови, за яких килим заморозився, законсервувався в ґрунті в брилі льоду на століття. Нині реставрований і зберігається в Ермітажі.

## Середньовічний період перського килимарства

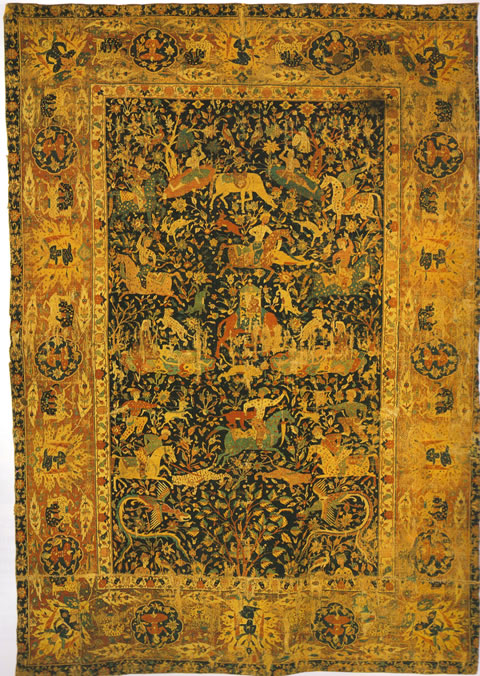
Перський килим родини Сангушків, 2-а половина 16 ст., Музей декоративного мистецтва, Париж

«У цьому килимі — відбиток моєї душі», напис на килимі.
Середньовічна Персія — найбільший і широко відомий центр азійського килимарства. Перські килими відомі з давніх-давен, але найстаріші серед збережених перських килимів датовані лише 16 ст. Про попередній період перського килимарства довідались археологи під час розкопок у регіонах, пов'язаних із Персією торговельним зв'язками, у місцинах з надто посушливим чи холодним кліматом, де були умови для збереження решток килимів.
Для виробництва килимів були задіяні значні людські та матеріальні ресурси, а сам процес створення килима був довготривалим. Але на витрати йшли, позаяк килими використовували як у функції захисту від негоди, так і як меблі і домовини. Поховання померлих у килимах і зараз має поширення у регіонах, бідних деревиною.
Удосконалення килимоткацтва логічно привело до використання різної сировини, природних барвників, іноді золотих і срібних ниток. В добу розвиненого середньовіччя перські майстри залучали до створення ескізів майбутніх килимів — відомих і провінційних художників-мініатюристів. Складні композиції з безліччю декоративних дрібниць і сюжетними мотивами характерні для килимів царських майстерень, де збирали найкращих художників, майстрів і майстринь. Художній лад перських килимів зі складними композиціями (особливо із царських майстерень) має спільну художню мову з перськими мініатюрами — з її умовністю, площинністю, своєрідною подачею явищ реальності, декоративними властивостями.

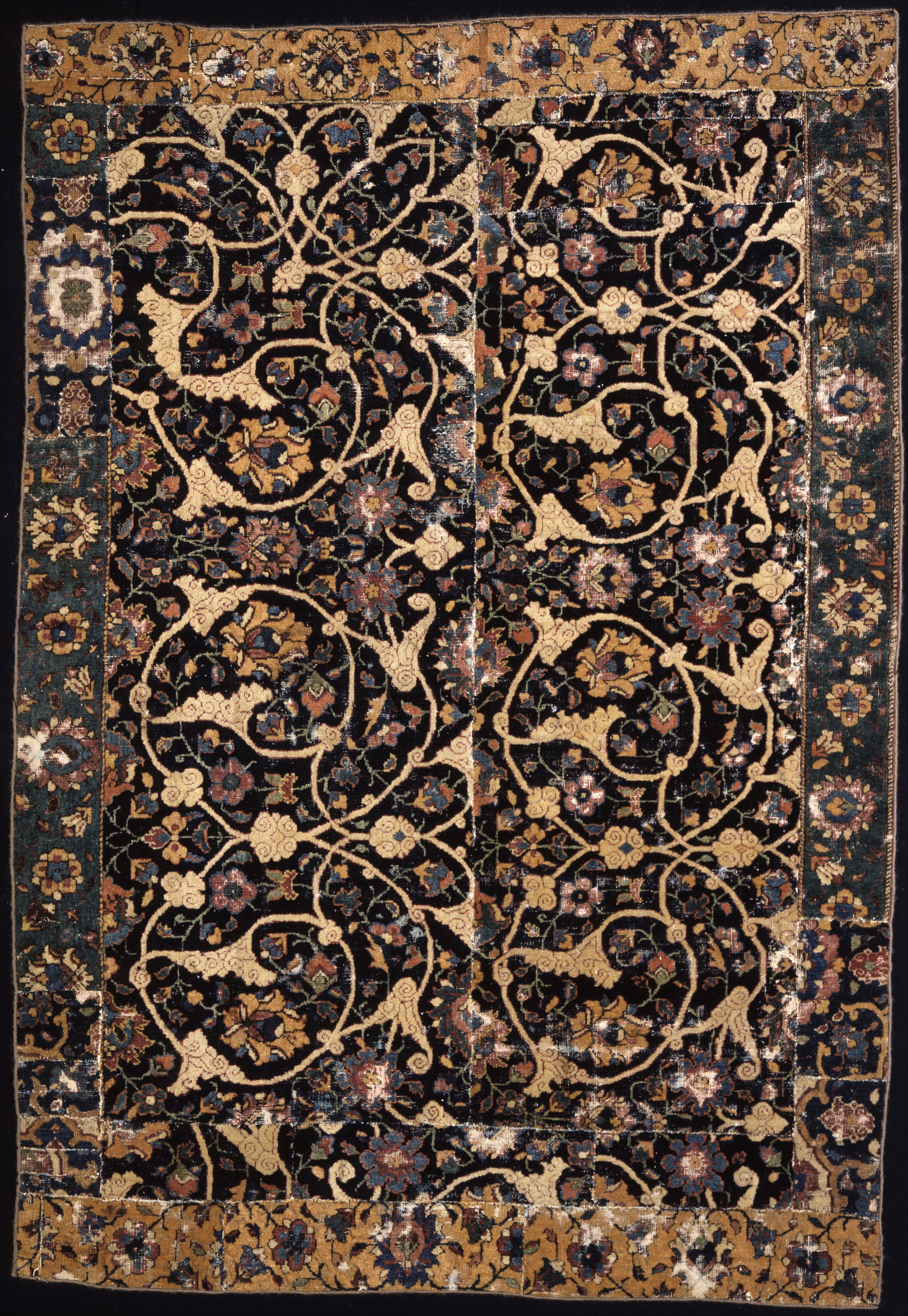
Перський килим кінця 16 ст., Герат, Музей Польді-Пеццолі, Мілан, Італія
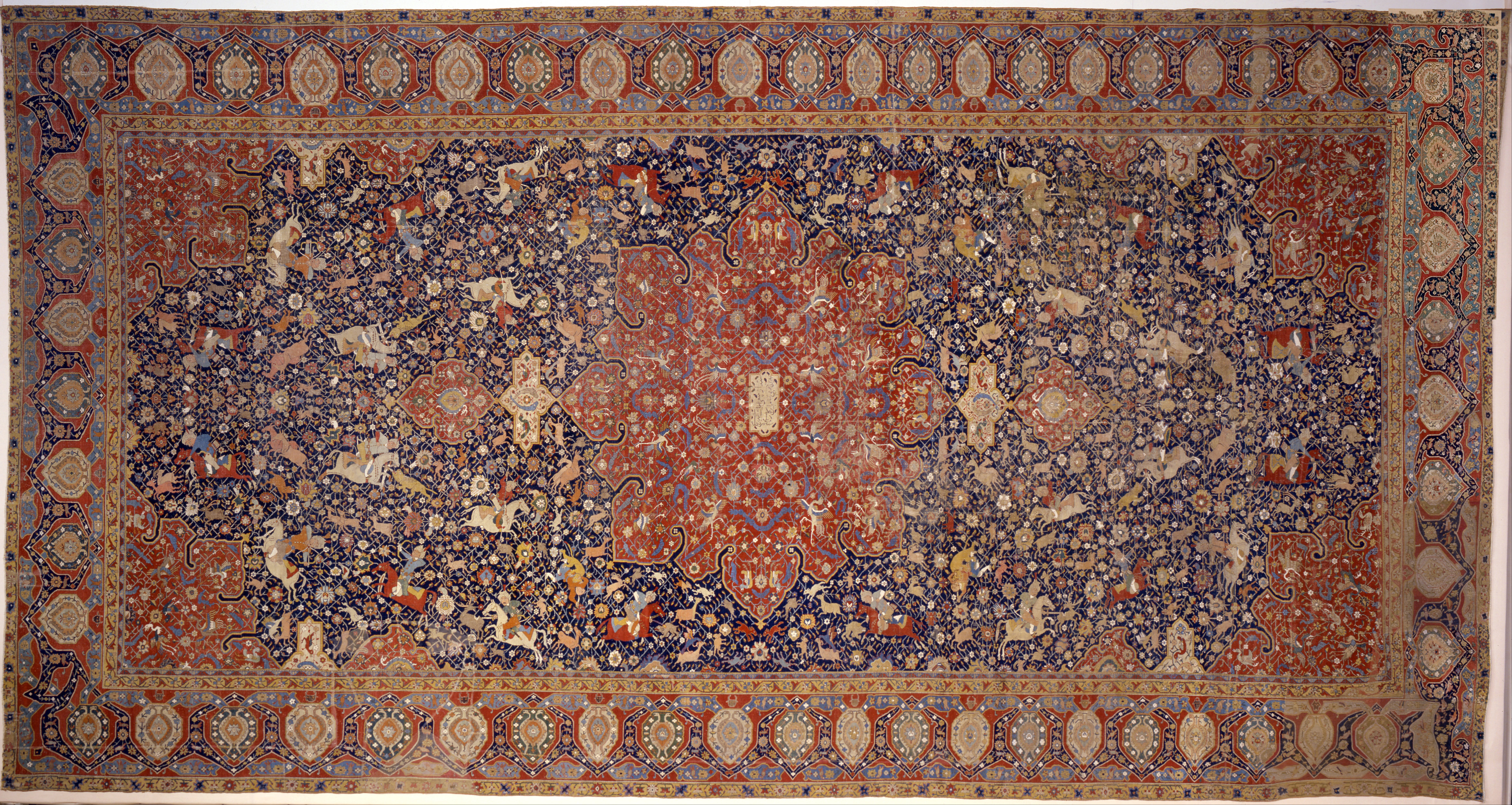
Перський килим першої половини 16 ст., Тебриз (?), Музей Польді-Пеццолі, Мілан, Італія
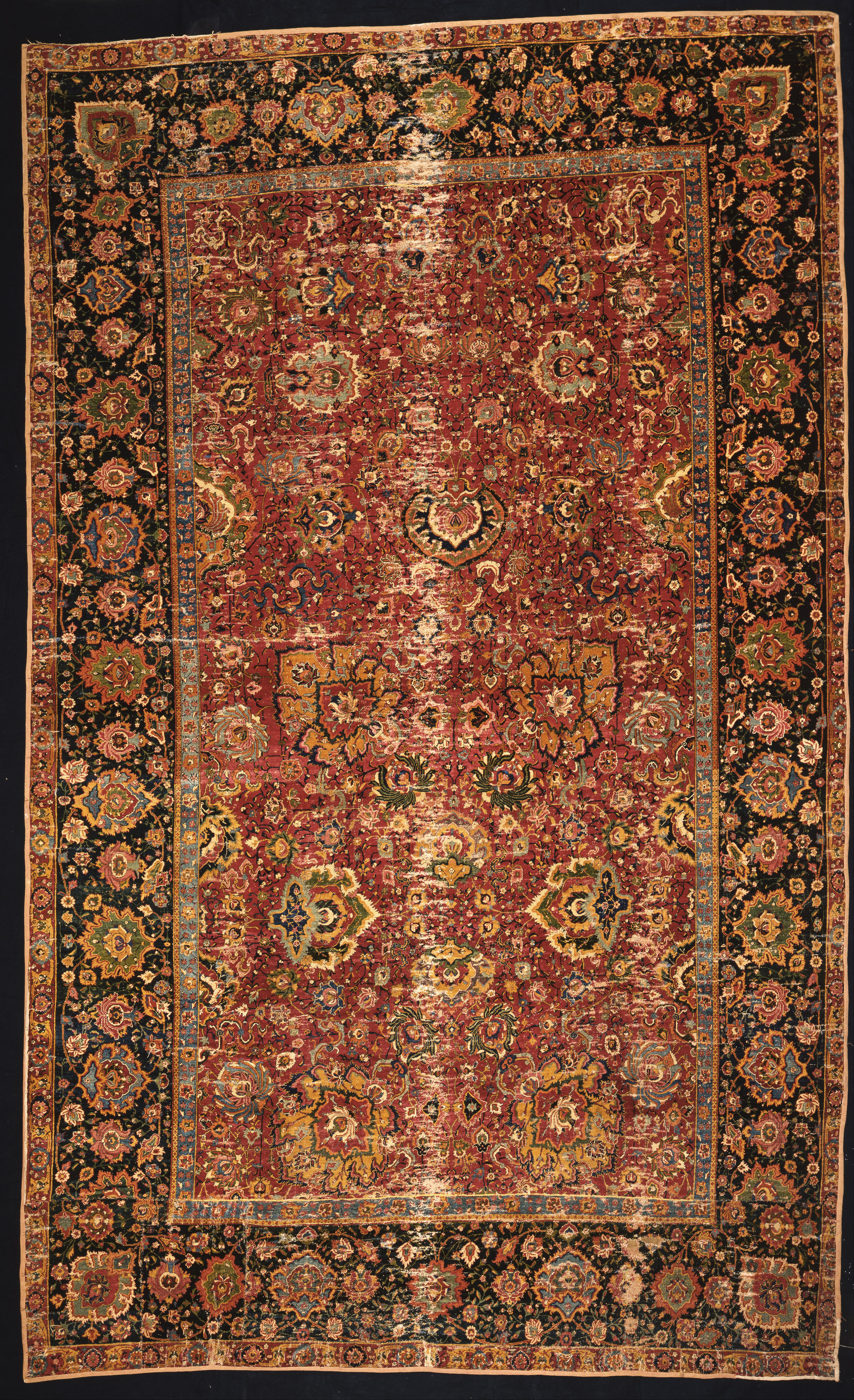
Перський килим кінця 16 ст., Ісфаган, Музей Польді-Пеццолі, Мілан, Італія.

## Композиційна схема

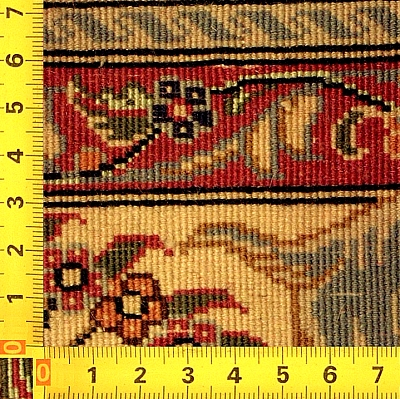

Поширена композиційна схема — прямокутний килим з бордюром-рамою і центральним полем. Центральне поле заповнювали або орнаментами, або складними візерунками з сюжетними зображеннями мисливців, вершників, птахів і тварин. І рама-бордюр, і центральне поле килима, і його розмір були тканим майданчиком для демонстрації майстерності і творчості художників і бригади ткачів. Перскі килими мали також головуючий колір або цих головуючих кольорів було два. Центральне поле могло бути орнаментальним, сітчастим або у вигляді своєрідного медальйону. Різні килимарські центри виробили власні традиції, що вивели перські середньовічні килими на провідні позиції у декоративно-ужитковому мистецтві держави і сприяли їх світовому визнанню.
Мистецьку вартість килиму оцінюють
- за оригінальністю композиції,
- за колористичною гамою
- за кількістю вузлів на квадратний дециметр чи метр. За всіма цими покажчиками перські історичні килими мають найвищий щабель оцінок.

Історичним перським килимам притаманна оригінальність, індивідуальність витворів мистецтва, котру так поціновують в 20-21 ст.

## Класифікація

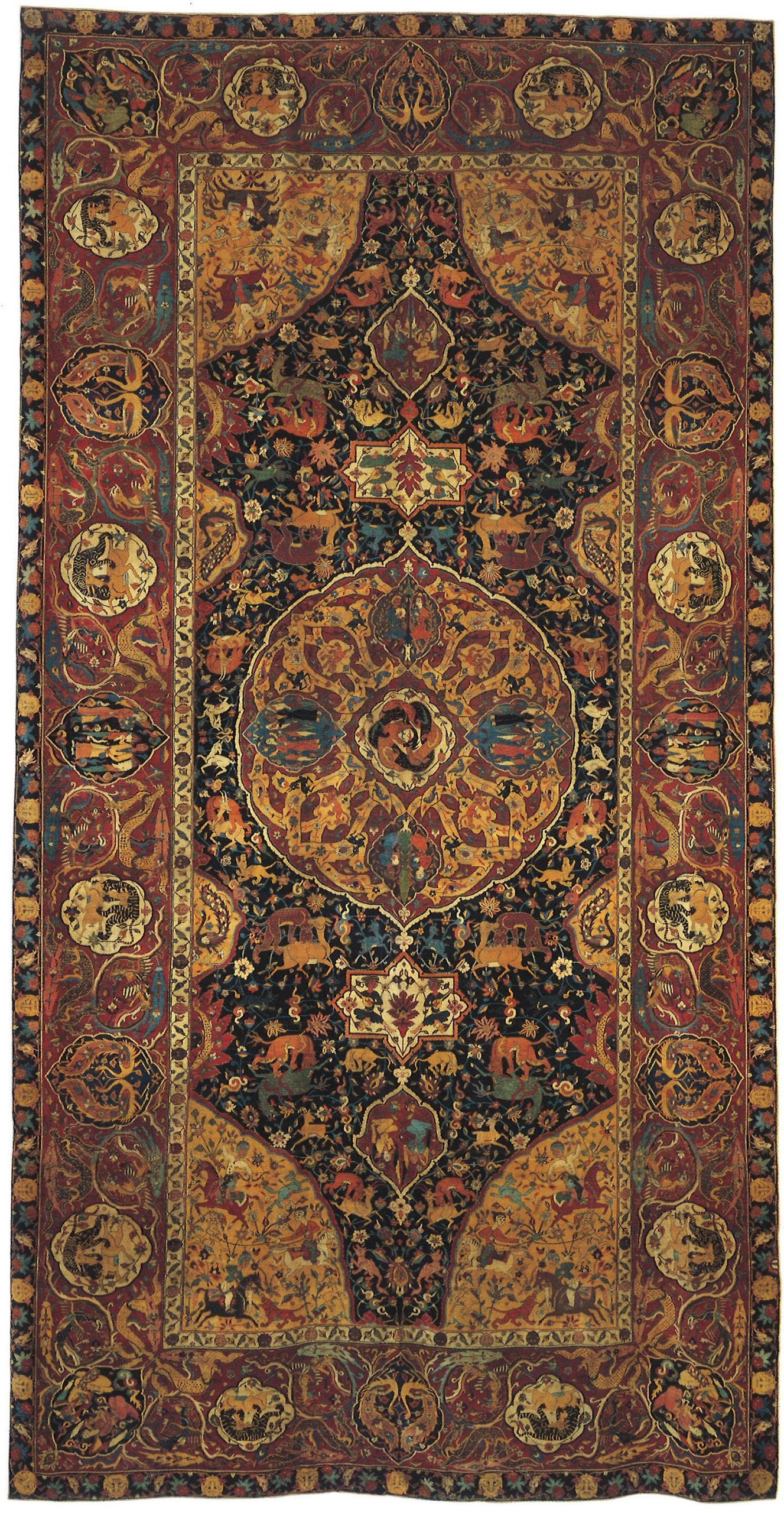
Історичний килим, Кашан, з колишньої збірки Сангушків, Міхо музей, Японія.

В 20 ст. створена класифікація перських історичних килимів. Розрізняють за призначеням — * світські
- молитовні килими для мечетей.

Розподіл по головному сюжету — «звірині», зі сценами полювання, «з вазами», «з садами» тощо.
Існує розподіл килимів за великими географічними регіонами або по окремим містам-центрам килимоткацтва (Кашан, Керман, Йєзд, Ісфаган, Шираз та інші).

## «Садові» килими
«Садові» килими досить умовні. Бо в килими цього різновиду були перенесені властивості перських мініатюр, де відсутня італійська (математична) перспектива, а зображення набране з окремих зображень зверху у низ без зменшення дальніх деталей і їх збільшення у напрямку глядача.
Історичні перські «садові» килими рясніють зображеннями дерев, ставків або ручая, птахів, мавп, газелей, гепардів чи левів. Саме в «садових» килимах відбуваються царські полювання, тобто між «садовими» і «мисливськими» килимами кордони досить нечіткі і умовні.

## Умовність «вазових» килимів
Більш умовними, орнаментальними і декоративними є «вазові» килими. Виробництвом «вазових» килимів уславились майстерні малого містечка Джункан, що на відстані сто (100) кілометрів від Ісфагана. Назва походить від зображень вази, з котрої ростуть стовбури рослин чи гілки з листям і квітами. Згодом до «вазових» килимів почали зараховувати низку килимів з пишними зображеннями рослин, де не було ніяких ваз, а лише збільшене зображення квіткових рослин, що вкривали усе центральне поле килима.

## Обрані зразки історичних перських килимів

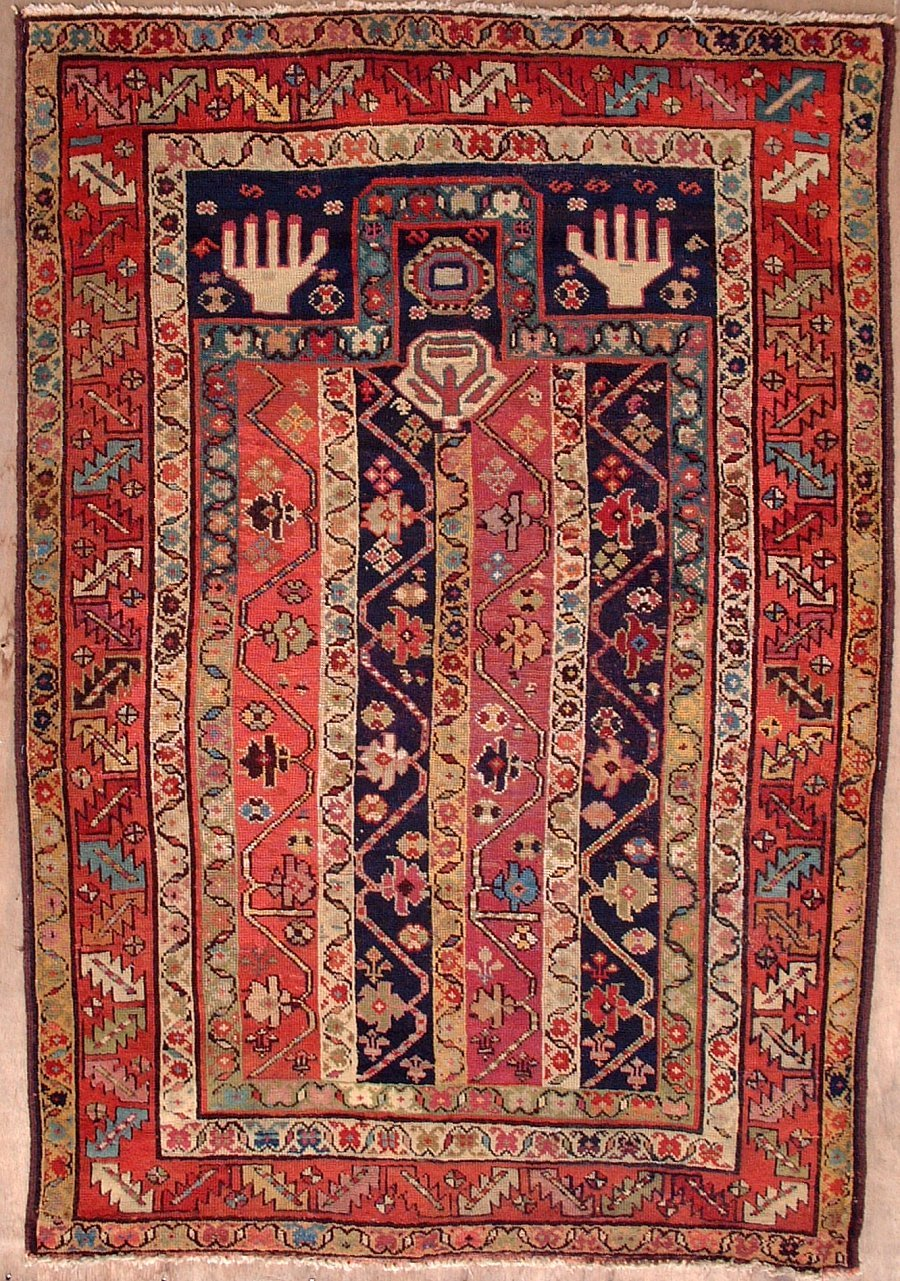
Зразок перського килиму, Ширван, близько 1900 р..

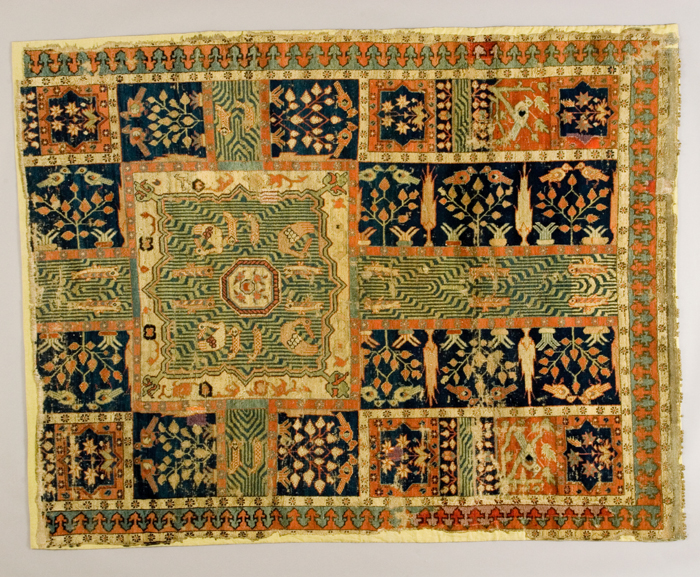
Залишок перського «садового» килима з басейном і рибами, Ісфаган, кінець 17 ст., Національний музей, Краків, Польща
Історичний перський шовковий килим, КашанІсторичний перський шовковий килим, Кашан
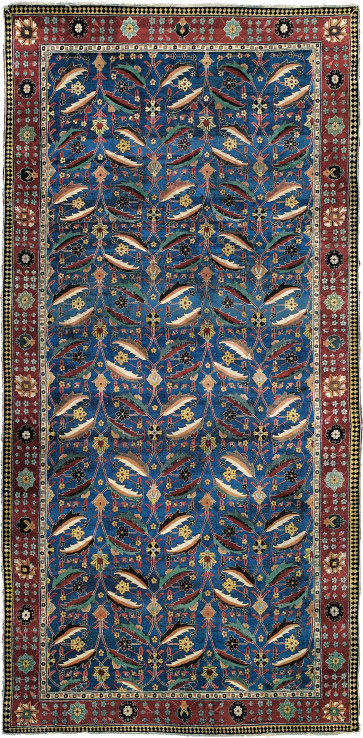
Історичний перський килим «вазового» типу, Керман, середина 17 ст.
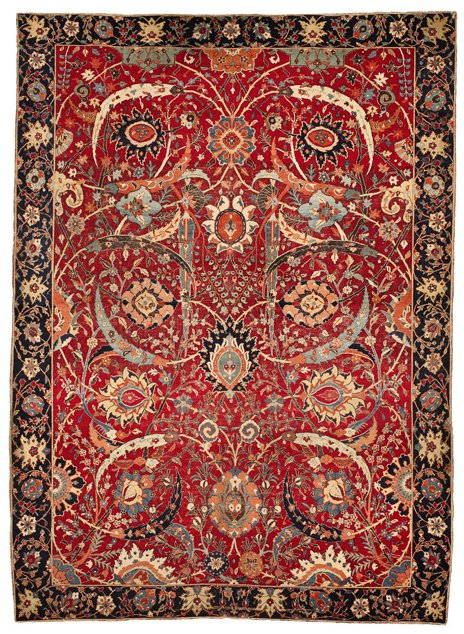
Історичний перський килим, можливо Керман, середина 17 т.
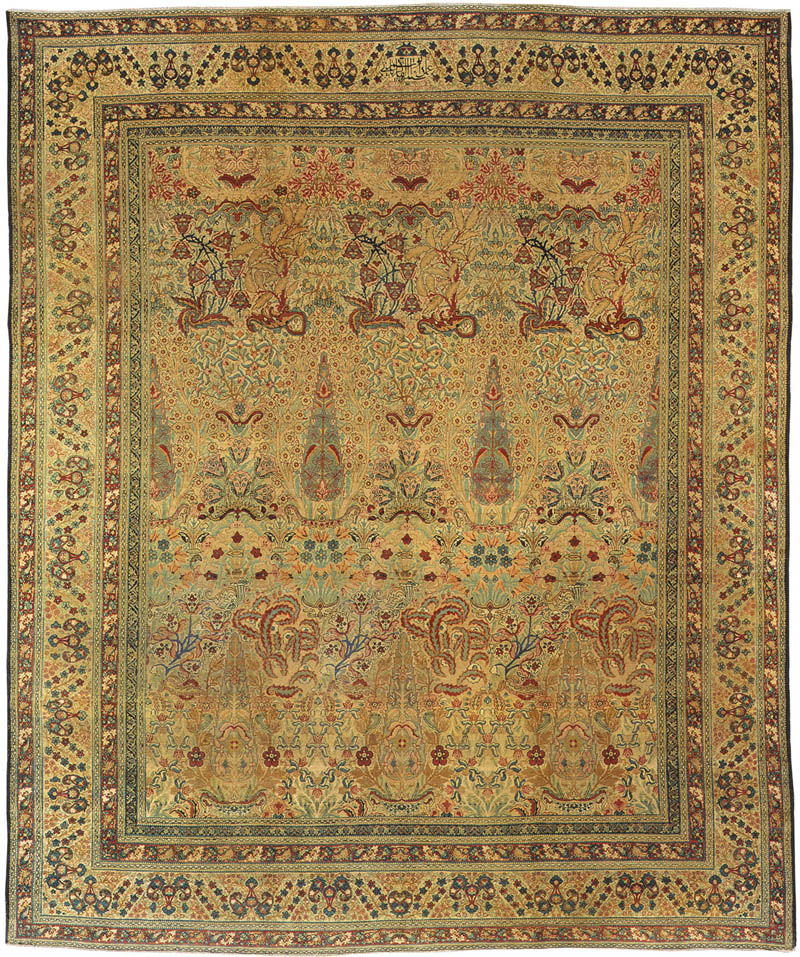
Історичний килим, Керман, Персія
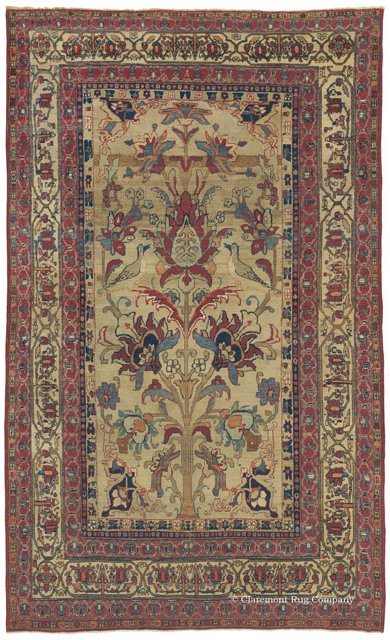
Перський килим з деревом життя,Керман, бл. 1800 р.
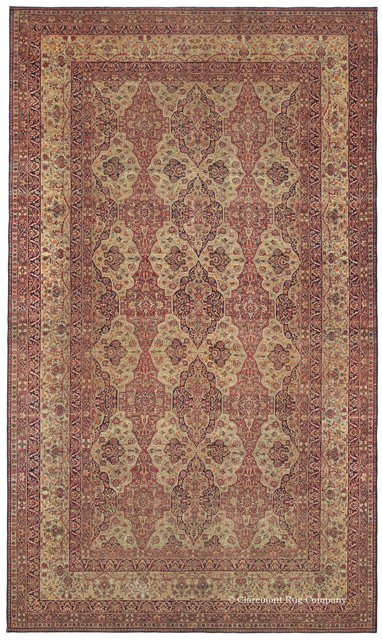
Перський килим,Керман, бл. 1825 р.
Історичний перський шовковий килим, ТебризІсторичний перський шовковий килим, Тебриз